# Lust for a Vampire
Lust for a Vampire, també coneguda com Love for a Vampire o To Love a Vampire (aquest últim era el títol que s'utilitzava a la televisió estatunidenca), és una pel·lícula britànica de Hammer Horror de 1971 dirigida per Jimmy Sangster, protagonitzada per Ralph Bates, Barbara Jefford, Suzanna Leigh, Michael Johnson i Yutte Stensgaard. Als Estats Units se li va donar una qualificació "R" per una mica de violència, gore, fort contingut per a adults i nuesa. És la segona pel·lícula de la Trilogia de Karnstein, basada en la novel·la de Sheridan Le Fanu de 1872 Carmilla. Va ser precedida per The Vampire Lovers (1970) i seguida per Twins of Evil (1971). Les tres pel·lícules no formen un desenvolupament cronològic, però utilitzen la família Karnstein com a font de l'amenaça vampírica i van ser una mica atrevits per a l'època en representar explícitament temes lèsbics.
La producció de Lust for a Vampire va començar poc després del llançament de The Vampire Lovers.
La pel·lícula té seguidors de culte, tot i que alguns fans de Hammer Horror l'han acusat de ser massa camp. La seva escena més destacada mostra a Yutte Stensgaard empapada de sang i parcialment coberta per draps xops de sang, tot i que l'escena filmada no és tan explícita com la que es mostra en una fotografia promocional.
Altres actors notables de la pel·lícula són Harvey Hall (que té un paper diferent a cada pel·lícula d'aquesta sèrie), David Healy i el popula DJ de ràdio Mike Raven com a el comte Karnstein. La veu de Karnstein, però, està doblada per un Valentine Dyall no acreditat.

## Trama
La pel·lícula està ambientada l'any 1830, 40 anys després dels esdeveniments de The Vampire Lovers. A la capella deserta del castell de Karnstein, el comte i la comtessa Karnstein realitzen una cerimònia satànica per ressuscitar el cos de la seva filla Carmilla. Richard LeStrange ha vingut al poble per obtenir antecedents dels seus llibres sobre bruixes, vampirs i màgia negra. Advertit de tenir cura del castell de Karnstein, no hi fa cas. Immediatament en entrar al castell, tres dones vestides amb sudaris l'enfronten. Resulta que són estudiants d'una gira educativa de l'escola de moda de la senyoreta Simpson. Quan LeStrange s'està presentant a la senyoreta Simpson i als seus alumnes, arriba una nova estudiant, una Mircalla Herritzen. LeStrange s'enamora immediatament.
Més tard aquella nit, quan LeStrange explica la seva aventura amb els homes de la fonda del poble, una de les serventes és trobada morta amb dos forats al coll, i LeStrange està convençut que la història de Karnstein no és una mera superstició. Quan es troba amb el recentment contractat professor de literatura anglesa de camí a l'escola de la senyoreta Simpson, l'enganya perquè vagi a Viena i s'organitza per ocupar el seu lloc a l'escola. Poc després, la companya de pis de Mircalla, Susan Pelley, desapareix. Quan el director Giles Barton descobreix el secret de Mircalla/Carmilla, s'ofereix a ella. Més tard aquell dia, després de trobar el cos de Barton, LeStrange repassa els seus llibres i descobreix el que Barton havia après; que Mircalla Herritzen és Carmilla Karnstein. LeStrange confessa el seu amor per ella, i fan l'amor mentre sona la cançó Strange Love.
La senyoreta Simpson, preocupada per la desaparició d'un estudiant i la mort del seu director, decideix no trucar a les autoritats ni avisar el pare de Susan Pelley, sobretot quan el metge privat de la comtessa Herritzen accepta certificar la mort de Barton com un atac de cor. Tanmateix, la professora de dansa Jenny Playfair avisa tant a la policia com al senyor Pelley, tots arriben per investigar. Els Karnstein aconsegueixen matar el policia que acaba de descobrir el cos de Susan al fons d'un pou, però el senyor Pelley arriba amb un escrit d'exhumació i un patòleg per investigar la mort de la seva filla. El cos de Susan és exhumat (acaben de ser enterrat convenientment pels Karnstein) i es parla que va ser víctima d'un vampir. Juntament amb el sacerdot local, els vilatans assalten el castell de Karnstein amb la intenció de cremar-lo. LeStrange també fa el seu camí cap al castell, planejant salvar Mircalla. Els habitants del poble atrapen els tres Karnstein al castell en flames, on una fusta cau del sostre i empala Mircalla/Carmilla. LeStrange es salva del foc, amb el comte i la comtessa Karnstein restant, segurs sabent que el foc no els destrueix.

## Repartiment
- Michael Johnson com a Richard LeStrange
- Yutte Stensgaard com a Mircalla Herritzen/Carmilla Karnstein
- Ralph Bates com a Giles Barton
- Barbara Jefford com la comtessa Herritzen
- Suzanna Leigh com a Janet Playfair
- Helen Christie com a Miss Simpson
- Mike Raven com el comte Karnstein
- Harvey Hall com a inspector Heinrich
- Michael Brennan com a propietari
- Pippa Steel com a Susan Pelley
- Judy Matheson com Amanda
- David Healy com a Raymond Pelley
- Jonathan Cecil com a Biggs
- Erik Chitty com el professor Herz
- Jack Melford com a bisbe
- Christopher Neame com a Hans
- Kirsten Lindholm com a noia camperola
- Luan Peters com a Trudi
- Christopher Cunningham com a cotxer
- Nick Brimble com a primer vilatan
- Sue Longhurst com a col·legial

## Producció
Jimmy Sangster va substituir Terence Fisher com a director amb molt poca antelació. En part a causa de les restriccions de censura de la British Board of Film Classification, aquesta pel·lícula i la següent, ' Twins of Evil, tenia elements de lesbianes cada cop menys evidents a la història que The Vampire Lovers. Carmilla, per exemple, en aquesta pel·lícula s'enamora d'un home. A Ingrid Pitt se li va oferir el lideratge, però el va rebutjar. Se suposava que Peter Cushing havia aparegut a la pel·lícula, però es va inclinar per cuidar la seva dona malalta. Cushing va ser substituït per Ralph Bates, que va descriure Lust for a Vampire com "una de les pitjors pel·lícules mai fetes". Bates havia aparegut anteriorment a Taste the Blood of Dracula amb Madeline Smith, que va protagonitzar l'anterior pel·lícula de Karnstein, The Vampire Lovers. La cançó "Strange Love" va ser gravada per a la pel·lícula per Tracy, una cantant adolescent de Wembley i produïda com a 45" per Bob Barratt.

## Recepció crítica
The Hammer Story: The Authorized History of Hammer Films va criticar la pel·lícula, titllant-la d'"exercici cínic i depriment...", assenyalant que "...només es pot imaginar el que Fisher, Cushing i els artesans de Bray podrien haver fet l'esborrany raonablement alfabetitzat de Gates." Tanmateix, The Hammer Vampire: British Cult Cinema de Bruce G Hallenbeck, diu que "hi ha moltes coses per recomanar-la. Crec que va ser un molt bon guió", em va dir Tudor Gates (Hallenbeck), "Crec que, en certa manera, va ser el millor dels dos primers", amb Hallenbeck assenyalant que l'atmosfera gòtica és "hàbilment evocada".